# Discografia di Gretchen Wilson
La discografia di Gretchen Wilson, una cantante country statunitense, consiste in quattro album d'inediti, una raccolta, quattordici singoli e dieci video musicali. Gretchen è diventata famosa grazie al suo singolo di debutto, Redneck Woman, che ha raggiunto la top 25 statunitense e la prima posizione della classifica country. L'album di debutto, Here for the Party, è stato pubblicato a maggio 2004 e ha prodotto altri tre singoli top ten nella classifica country statunitense. Ha venduto oltre cinque milioni di copie. All Jacked Up, il secondo album, ha raggiunto la prima posizione nella classifica statunitense. È seguito da One of the Boys, il terzo album, e dal quarto, I Got Your Country Right Here.

## Album

### Studio
| 2004                                                              | Here for the Party - Pubblicato: 11 maggio 2004 - Etichetta: Epic Nashville - Formati: CD, download digitale           | 2  | 1 | 15 | 21 | 14 | 7 | 60 | - Australia: Oro - Canada: Platino - Stati Uniti: 5× Platino |
| 2005                                                              | All Jacked Up - Pubblicato: 27 settembre 2005 - Etichetta: Epic Nashville - Formati: CD, download digitale             | 1  | 1 | 10 | —  | —  | — | —  | - Canada: Oro - Stati Uniti: Platino                         |
| 2007                                                              | One of the Boys - Pubblicato: 15 maggio 2007 - Etichetta: Columbia Nashville - Formati: CD, digital download           | 5  | 1 | 32 | —  | —  | — | —  |                                                              |
| 2010                                                              | I Got Your Country Right Here - Pubblicato: 30 marzo 2010 - Etichetta: Redneck Records - Formati: CD, digital download | 34 | 6 | —  | —  | —  | — | —  |                                                              |
| "—" indica che l'album non è entrato in classifica in quel Paese. | |    |   |    |    |    |   |    |                                                              |

### Raccolte
| Anno | Dettagli | Classifiche | Classifiche |
| Anno | Dettagli | US          | US Country  |
| ---- | --- | ----------- | ----------- |
| 2010 | Greatest Hits - Pubblicato: 19 gennaio 2010 - Etichetta: Columbia Nashville - Formati: CD, digital download | 168         | 24          |

## Singoli
| 2004                                                                 | Redneck Woman                      | 22 | 1  | 50 | 45 | 42 | Platino | Here for the Party            |
| 2004                                                                 | Here for the Party                 | 39 | 3  | —  | —  | —  | Oro     | Here for the Party            |
| 2004                                                                 | When I Think About Cheatin'        | 39 | 4  | —  | —  | —  |         | Here for the Party            |
| 2005                                                                 | Homewrecker                        | 56 | 2  | —  | —  | —  |         | Here for the Party            |
| 2005                                                                 | All Jacked Up                      | 42 | 8  | —  | —  | —  | Oro     | All Jacked Up                 |
| 2005                                                                 | I Don't Feel Like Loving You Today | —  | 22 | —  | —  | —  |         | All Jacked Up                 |
| 2006                                                                 | Politically Uncorrect              | —  | 23 | —  | —  | —  |         | All Jacked Up                 |
| 2006                                                                 | California Girls                   | —  | 25 | —  | —  | —  |         | All Jacked Up                 |
| 2006                                                                 | Come to Bed                        | —  | 32 | —  | —  | —  |         | One of the Boys               |
| 2007                                                                 | One of the Boys                    | —  | 35 | —  | —  | —  |         | One of the Boys               |
| 2007                                                                 | You Don't Have to Go Home          | —  | 53 | —  | —  | —  |         | One of the Boys               |
| 2009                                                                 | Work Hard, Play Harder             | —  | 18 | —  | —  | —  |         | I Got Your Country Right Here |
| 2010                                                                 | I Got Your Country Right Here      | —  | 53 | —  | —  | —  |         | I Got Your Country Right Here |
| 2011                                                                 | I'd Love to Be Your Last           | —  | 47 | —  | —  | —  |         | I Got Your Country Right Here |
| "—" indica che il singolo non è entrato in classifica in quel Paese. |                                    |    |    |    |    |    |         |                               |

## Video musicali
| Anno | Titolo                             | Regista                         |
| ---- | ---------------------------------- | ------------------------------- |
| 2004 | Redneck Woman                      | David Hogan                     |
| 2004 | Here for the Party                 | Deaton Flanigen/Gary Halverson  |
| 2004 | When I Think About Cheatin'        | Deaton Flanigen                 |
| 2005 | All Jacked Up                      | Deaton Flanigen/Gretchen Wilson |
| 2005 | I Don't Feel Like Loving You Today | Alan Carter                     |
| 2006 | Politically Uncorrect              | Deaton Flanigen                 |
| 2006 | California Girls                   | Deaton Flanigen/Marc Oswald     |
| 2006 | Come to Bed                        | Deaton Flanigen/Marc Oswald     |
| 2007 | You Don't Have to Go Home          | Deaton Flanigen                 |
| 2009 | Work Hard, Play Harder             | Deaton Flanigen                 |